# Ossë
Ossë was de Maia van de zee, in het Midden-Aarde uit de werken van J.R.R. Tolkien.
Ossë was de voornaamste dienaar van de Vala Ulmo en hij was getrouwd met de Maia Uinen. Hij is de meester van de zeeën aan de kusten van Midden-Aarde. Hij begeeft zich niet in de diepten van de zee, maar is te vinden bij eilanden en kustgebieden. Hij verheugt zich in de winden van Manwë en schept genoegen in stormen. Zijn lach is te horen in het gebulder van de golven bij storm.
Melkor haatte de zee, want hij kon haar niet bedwingen. Het verhaal gaat dat toen Arda gemaakt werd hij probeerde om een bondgenootschap met Ossë aan te gaan. Hij beloofde Ossë het hele rijk en de hele macht van Ulmo. Hierop volgde een strijd tussen Ulmo en Ossë die leidde tot grote beroeringen in de zee en waarbij vele landen werden verwoest. Daarom wendde Aulë zich tot Uinen. Zij wist Ossë te overtuigen en er kwam een verzoening met Ulmo tot stand.
Ossë ontmoette de Elfen toen zij de kusten van Beleriand bereikten om over te steken naar de landen in het uiterste westen. Hij had vooral een voorliefde voor de Teleri die bekendstonden als muziekmakers en zangers. Ruim een eeuw leefde Ossë hier samen met de Teleri. Hij werd door hen in het Sindarijns 'Gaerys' genoemd: de ontzagwekkende.
Maar uiteindelijk kon Ossë niet langer ingaan tegen de oproep van de Valar en een groot deel van de Teleri trok naar Aman.
Een deel van de Teleri zou niet meegaan naar het westen. Uit bewondering voor Ossë en uit liefde voor de kustlanden van Midden-Aarde bleven zij daar. Dit werden de Falathrim.
De Teleri die naar Aman trokken, werden op een eiland door Ulmo door de wateren naar het westen gebracht. Maar toen zij hier bijna waren aangekomen smeekte Ossë hen om hun reis af te breken. Ulmo gaf aan dit verzoek toe en Ossë verankerde het eiland aan de funderingen van de zee in de baai van Eldamar. Dit werd Tol Eressëa, het Eenzame Eiland. Toch werden de Teleri nog steeds aangetrokken door het licht van Aman. Daarom leerde Ossë hun de kunst van de scheepsbouw.
Ossë zou later een nieuw eiland maken tussen Midden-Aarde en Valinor. Hij bracht dit omhoog uit de diepte van de wateren en het werd door Aulë verankerd en door Yavanna verrijkt. Dit eiland werd Andor genoemd, het Gegeven Land. Het was een geschenk aan de mensen voor hun aandeel in de oorlogen in Beleriand tijdens de Eerste Era. Het eiland zou onder de mensen bekendstaan als Númenor.